# Stupid Hoe
"Stupid Hoe" é uma canção da rapper e compositora trinidiana-americana Nicki Minaj, para seu segundo álbum de estúdio, Pink Friday: Roman Reloaded. Foi lançada como o segundo single promocional do álbum em 20 de dezembro de 2011 pela editora discográfica Young Money. Seu vídeo musical foi bastante criticado e acusado de plágio.

## Contexto e desenvolvimento
Em seu lançamento, a canção Roman in Moscow foi tida como o primeiro single do novo álbum, mas, em entrevista à MTV News durante o Billboard's Women In Music a cantora declarou:
| “ | A faixa é como uma prévia do álbum Pink Friday: Roman Reloaded. Quando digo que a canção é uma prévia, é como se fosse o trailer de um filme que quer dar uma ideia geral a partir da superfície. Esta canção é a coisa mais pesada do Pink Friday: Roman Reloaded. | ” |

levando a crer que a faixa seria apenas um single promocional. Depois do esclarecimento, em 20 de Dezembro Nicki postou em seu twitter que estava gravando o clipe para sua nova canção. A música, segundo Minaj, é uma provocação da "Weezy Feminina" para suas inimigas declaradas e entre elas está a artista Lil Kim.

## Vídeo musical

### Antecedentes
O vídeo musical para "Stupid Hoe" foi dirigido por Hype Williams e foi gravado entre 19 de dezembro e 20 de dezembro de 2011. Foi lançado no site de entretenimento VEVO em 20 de janeiro de 2012. Antes do lançamento do vídeo, Minaj revelou via Twitter que estreias de videos devem ser encaradas de forma explícita, afirmando que "não era possível estreá-lo em um canal B/C, é importante saberem que minha arte não é violada ou comprometedora antes de você vê-la pela primeira vez." O hype man e parceiro de longa data de Minaj, Safaree Samuels, também conhecido como SB, fez uma participação especial no vídeo. Após a liberação do vídeo, "Stupid Hoe" virou o assunto mais comentado do mundo no twitter devido aos seus fãs.

### Sinopse
O vídeo começa com um close na boca de Minaj, que está sincronizada as palavras da música, com o fundo e a cor de seus lábios mudando de acordo com a batida da canção. Cenas de dançarinas pulando corda com o nome de intérprete e Hype Williams aparecendo em um fundo rosa. Minaj é mostrada com flexibilidade, puxando uma perna sobre as costas até a cabeça enquanto canta a canção com uma maquiagem azul sobre os olhos. A rapper é mostrada sentada em um carro rosa choque da Barbie, visivelmente evitando contato visual com a câmera. Quando o refrão da música começa

## Desempenho nas paradas musicais

### Posições
"Stupid Hoe" estreou na posição 81 da Billboard Hot 100 em 28 de dezembro de 2011.
| Paradas musicais (2011-12)                       | Melhor posição |
| ------------------------------------------------ | -------------- |
| Canadá (Canadian Hot 100)                        | 87             |
| Estados Unidos (Billboard Hot 100)               | 59             |
| Estados Unidos Hot R&B/Hip-Hop Songs (Billboard) | 53             |
| Reino Unido (UK Singles Chart)                   | 63             |
| Reino Unido (UK R&B Singles Chart)               | 19             |